# Saint-gervais (côtes-du-rhône villages)
Pour les articles homonymes, voir Saint-Gervais.
Le saint-gervais, ou côtes-du-rhône-villages Saint-Gervais, est un vin produit sur la commune de Saint-Gervais, dans le département du Gard.
Il s'agit d'une des 21 dénominations géographiques au sein de l'appellation d'origine contrôlée côtes-du-rhône-villages, dans la partie méridionale du vignoble de la vallée du Rhône.

## Histoire

### De l'Antiquité au Moyen Âge
Plusieurs villas et fabriques romaines ont laissé de beaux vestiges dans la plaine.
Des tombes sarrasines et wisigothiques évoquent d'anciennes migrations.
Au Moyen Âge, Saint Gervais s'est créé en cercle autour de son église (dont les fondations sont du XIe siècle, voire du IXe siècle) et de sa maison forte du XIIIe siècle.

### Période moderne
La maison forte du XIIIe siècle devient un château en 1607. Une ancienne poudrière et des casernes rappellent ce passé où la sécurité devait être assurée par les habitants eux-mêmes. Les troupes royales ont fait étape dans la commune.

### Période contemporaine

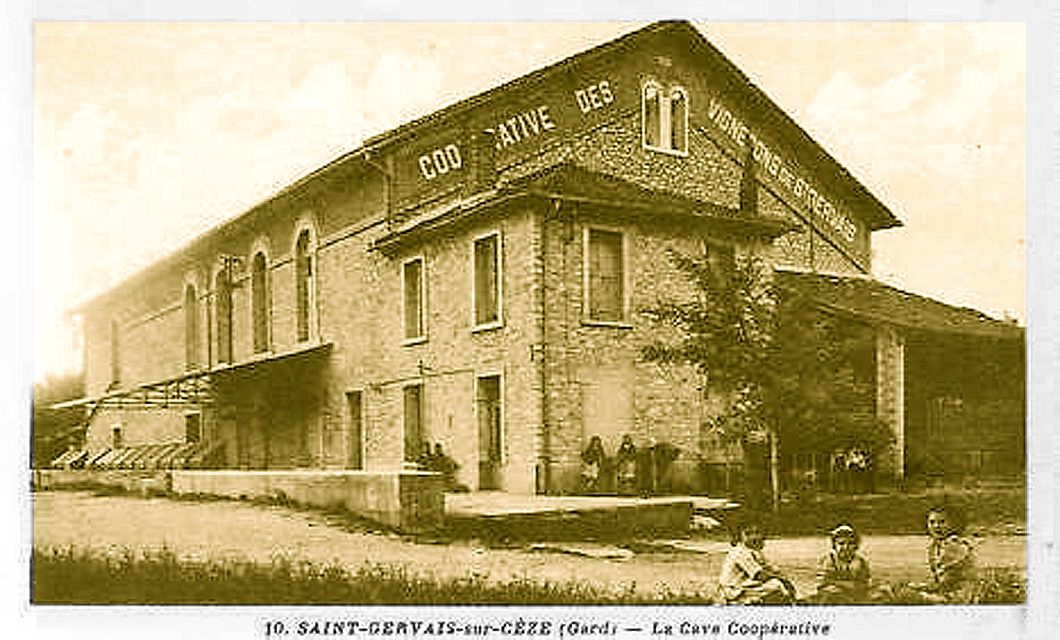
Cave coopérative des vignerons de Saint-Gervais.

En 1974, le vin est reconnu par un label AOC.

## Étymologie
La commune a pour nom Saint-Gervais, provenant d'un saint protecteur souvent associé à son frère Protais. C'étaient des jumeaux, fils de Vital de Ravenne et de Valérie, qui vivaient au Ier siècle sous le règne de l'empereur Néron. Leur histoire est connue par la Légende dorée de Jacques de Voragine.

## Situation géographique
Le vignoble se trouve au bord de Cèze, son terroir est traversé par la Route Départementale 980

### Climatologie
Le climat de ce terroir est soumis à un rythme à quatre temps : deux saisons sèches (une brève en hiver, une très longue et accentuée en été), deux saisons pluvieuses, en automne (pluies abondantes et brutales) et au printemps. Sa spécificité est son climat méditerranéen qui constitue un bel atout :
- le mistral assainit le vignoble ;
- la saisonnalité des pluies est très marquée ;
- les températures sont très chaudes pendant l'été.

## Vignoble

### Présentation
Le vignoble s'étend sur la commune de Saint-Gervais.

### Encépagement
Les rouges sont principalement fait à partir du grenache N, complété par de la syrah N, du mourvèdre N et accessoirement du brun argenté N (localement dénommé camarèse ou vaccarèse), du carignan N, du cinsaut N, de la counoise N, du muscardin N, du piquepoul noir N et du terret noir N. 
Les blancs sont principalement fait avec du grenache blanc B, de la clairette B, de la marsanne B, de la roussanne B, du bourboulenc B et du viognier B, complétés accessoirement par du piquepoul blanc B et de l'ugni blanc B.

### Méthodes culturales
Cette appellation est produite par un vignoble qui couvre 137 hectates. Sa production annuelle s'élève à 5 109 hectolitres avec rendement moyen de 37 hl/ha.

### Les millésimes
Ils correspondent à ceux du vignoble de la vallée du Rhône. Ils sont notés : année exceptionnelle , grande année , bonne année ***, année moyenne **, année médiocre *.
| Caractéristiques | Article de qualité | ***                | ***                | Bon article        | Article de qualité | Bon article        | Bon article        | ***                | Bon article | Bon article        |
| Millésimes 1990 | 1999               | 1998               | 1997               | 1996               | 1995               | 1994               | 1993               | 1992               | 1991        | 1990               |
| Caractéristiques | ***                | ***                | **                 | ***                | Bon article        | **                 | **                 | **                 | ***         | Article de qualité |
| Millésimes 1980 | 1989               | 1988               | 1987               | 1986               | 1985               | 1984               | 1983               | 1982               | 1981        | 1980               |
| Caractéristiques | Article de qualité | Article de qualité | Bon article        | ***                | Article de qualité | **                 | Bon article        | ***                | Bon article | Article de qualité |
| Millésimes 1970 | 1979               | 1978               | 1977               | 1976               | 1975               | 1974               | 1973               | 19722              | 1971        | 1970               |
| Caractéristiques | Bon article        | Article de qualité | Bon article        | **                 | ***                | Bon article        | ***                | **                 | **          | Article de qualité |
| Millésimes 1960 | 1969               | 1968               | 1967               | 1966               | 1965               | 1964               | 1963               | 1962               | 1961        | 1960               |
| Caractéristiques | **                 | *                  | Article de qualité | Article de qualité | ***                | ***                | **                 | **                 | ***         | Article de qualité |
| Millésimes 1950 | 1959               | 1958               | 1957               | 1956               | 1955               | 1954               | 1953               | 1952               | 1951        | 1950               |
| Caractéristiques | Bon article        | Bon article        | Article de qualité | Bon article        | Bon article        | ***                | Bon article        | Article de qualité | **          | Article de qualité |
| Millésimes 1940 | 1949               | 1948               | 1947               | 1946               | 1945               | 1944               | 1943               | 1942               | 1941        | 1940               |
| Caractéristiques | Article de qualité | Article de qualité | Article de qualité | Bon article        | Article de qualité | **                 | Article de qualité | Bon article        | **          | **                 |
| Millésimes 1930 | 1939               | 1938               | 1937               | 1936               | 1935               | 1934               | 1933               | 1932               | 1931        | 1930               |
| Caractéristiques | *                  | Bon article        | Bon article        | ***                | **                 | Article de qualité | Article de qualité | **                 | **          | **                 |
| Millésimes 1920 | 1929               | 1928               | 1927               | 1926               | 1925               | 1924               | 1923               | 1922               | 1921        | 1920               |
| Caractéristiques | Article de qualité | Article de qualité | **                 | Bon article        | **                 | Bon article        | Bon article        | **                 | Bon article | Bon article        |
| Sources : Yves Renouil (sous la direction), Dictionnaire du vin, Éd. Féret et fils, Bordeaux, 1962 ; Alexis Lichine, Encyclopédie des vins et alcools de tous les pays, Éd. Robert Laffont-Bouquins, Paris, 1984, Les millésimes de la vallée du Rhône & Les grands millésimes de la vallée du Rhône |                    |                    |                    |                    |                    |                    |                    |                    |             |                    |

Soit sur 90 ans, 24 années exceptionnelles, 26 grandes années, 16 bonnes années, 22 années moyennes et 2 années médiocres.

### Type de vins et gastronomie
Les rouges évoluent des arômes de fruits à noyau en leur prime jeunesse vers des notes de cuir et de truffes en vieillissant. Ce sont des vins de grande garde - dix ans et plus - traditionnellement conseillé sur du gibier et de la venaison et il s'accorde parfaitement avec les daubes (avignonnaise ou provençale), les civets de chevreuil, de lièvre ou de sanglier et avec une gardianne de taureau. 
Le rosé, en fonction de sa vinification - par saignée ou par pressurage -  peut se garder entre 2 ou 4 ans. C'est un vin à boire à table avec les charcuteries et les fromages. Il s'accorde parfaitement avec la cuisine asiatique.
Le blanc, traditionnellement, est conseillé soit en apéritif, soit sur des poissons, coquillages et crustacé&s. Il se révèle parfait en accompagnement d'un fromage de chèvre.

## La place de Saint-Gervais parmi les côtes-du-rhône villages
| Dénominations              | Surface et production | Surface et production | Communes ayant droit à une des dénominations géographiques                            |
| Dénominations              | hectares              | hectolitres           | Communes ayant droit à une des dénominations géographiques                            |
| -------------------------- | --------------------- | --------------------- | ------------------------------------------------------------------------------------- |
| Cairanne                   | 760                   | 24 540                | Cairanne                                                                              |
| Chusclan                   | 259                   | 9 576                 | Chusclan, Orsan, Bagnols-sur-Cèze, Codolet, Saint-Étienne-des-Sorts                   |
| Laudun                     | 298                   | 11 315                | Laudun, Saint-Victor-la-Coste, Tresques                                               |
| Massif-d'uchaux            | 178                   | 5 830                 | Lagarde-Paréol, Mondragon, Piolenc, Uchaux et une partie de Sérignan-du-Comtat        |
| Plan-de-dieu               | 367                   | 2 851                 | Camaret-sur-Aigues, Jonquières, Travaillan, Violès                                    |
| Puyméras                   | 81                    | 3 243                 | Mérindol-les-Oliviers, Mollans-sur-Ouvèze, Faucon, Saint-Romain-en-Viennois, Puyméras |
| Roaix                      | 96                    | 3 176                 | Roaix                                                                                 |
| Rochegude                  | 135                   | 4 462                 | Rochegude                                                                             |
| Rousset-les-vignes         | 52                    | 2 041                 | Rousset-les-Vignes                                                                    |
| Sablet                     | 230                   | 8 163                 | Sablet                                                                                |
| Saint-gervais              | 137                   | 5 019                 | Saint-Gervais                                                                         |
| Saint-maurice-sur-eygues   | 136                   | 4 982                 | Saint-Maurice-sur-Eygues                                                              |
| Saint-pantaléon-les-vignes | 61                    | 2 037                 | Saint-Pantaléon-les-Vignes                                                            |
| Séguret                    | 268                   | 9 176                 | Séguret                                                                               |
| Signargues                 | 600                   | 18 000                | Domazan, Estézargues, Rochefort-du-Gard, Saze                                         |
| Valréas                    | 479                   | 16 883                | Valréas                                                                               |
| Visan                      | 419                   | 14 510                | Visan                                                                                 |